# Ставропольпромстройбанк
ПАО «Ставропольпромстройбанк» (полное назв. Публичное акционерное общество Инвестиционно-коммерческий промышленно-строительный банк «Ставрополье») — российский региональный банк со штаб-квартирой в Ставрополе. По типу юридического лица является ПАО, по форме — банковская кредитная организация с базовой лицензией. Осуществляет кредитование, рассчетно-кассовое обслуживание юридических и физических лиц, операции с ценными бумагами, открытие вкладов и инкассацию. Зарегистрирован ЦБ РФ 26 декабря 1990 года, занимает лидирующие позиции в ключевых секторах регионального финансового рынка. Лауреат XVI Международной премии в области финансов и экономики им П. А. Столыпина, награждён медалью «Банковские услуги. 30 лет успешной работы». Имиджевый слоган — «Банк, проверенный временем!».

## История
«Ставропольпромстройбанк» был основан в конце 1990 года, при объединении двух бывших краевых управлений «Промстройбанка» и «Жилсоцбанка» СССР (под руководством, соответственно, А. И. Буйного и В. Ф. Подколзина). Приоритетным направлением «Промстройбанка» была инвестиционная составляющая, а «Жилсоцбанк» обслуживал клиентов, работающих в торговой отрасли (что позволяло в то время восполнять дефицит наличности). Пересечение нескольких банковских сфер благоприятно отразилось на деятельности нового банка и стало весьма удачным в плане широты охвата клиентских запросов. 26 декабря 1990 года банк получил лицензию, а на 1 января 1991 года у него уже было 27 клиентов.

### В составе «Петрокоммерц»
В начале 2000-х годов «Ставропольпромстройбанк» фактически становиться дочерним банком. Сначала его покупкой заинтересовался «МДМ-банк», но по каким-то причинам он от этого отказался, ограничившись открытием на Ставрополье филиала. 29 января 2003 года территориальное управление ЦБ по Ставропольскому краю согласовало приобретение 51 % акций «Ставропольпромстройбанка» московским банком «Петрокоммерц». Для «Петрокоммерц» это было приобретение второго регионального банка (первый — ЗАО АКБ «Ухтабанк»), правление «Петрокоммерц» планировало увеличить капитал «Ставропольпромстройбанка» и довести свою долю в нём до 75 %. Председатель правления «Ставропольпромстройбанка» сообщил в интервью «Ведостям», что от московского банка он ожидает новых технологий, в первую очередь в области пластиковых карт, по его словам, в этом наш «банк трудно отнести к лидерам региона».
Приобретение «Ставропольпромстройбанка» осуществлялась в рамках экспансии «Петрокоммерц» в регионы, вслед за своим главным акционером и клиентом — «ЛУКОЙЛом». «Ставропольпромстройбанк» теперь стал обслуживать два ставропольских предприятия «ЛУКОЙЛа» («ЛУКОЙЛ-Северокавказнефтепродукт» и «Ставролен» в Будённовске, где у банка был филиал), а также развивать розницу в регионе. По мнению аналитика агентства «Рус-Рейтинг» С. Телегина, именно развитие розничной сети является приоритетной задачей для «Петрокоммерц», а обслуживание только двух предприятий «ЛУКОЙЛа» не было поводом для покупки регионального банка. В интервью «Ведостям» председатель правления банка «Петрокоммерц» В. А. Никитенко подтвердил это предположение, заявив, что у «Ставропольпромстройбанка» «есть собственная клиентура, и мы хотим активизировать работу с ней. В нашей стратегии заложено в качестве приоритетного розничное направление».
В 2009 году «Ставропольпромстройбанк», совместно с другой региональной дочкой «Петрокоммерца» — «Ухтабанком», а также с аффилированными с «ЛУКОЙЛом» ИК «Капиталъ» и «Менеджмент консалтинг», выкупили облигации «Петрокоммерца» двух выпусков 6-й и 7-й серий на сумму 1,442 млрд руб. (срок — три года, всего было выпущено облигаций этих серий на 6 млрд руб.).

### Валютный кризис 2014—2015 гг.
Валютный кризис 2014—2015 годов по-разному отразился на российских банках. Экспертами высказывались мнения, что банки юга России, в том числе и «Ставропольпромстройбанк», были менее подвержены рискам, чем региональные банки из других субъектов РФ или крупные федеральные кредитные организации. Согласно и. о. председателя правления «Ставропольпромстройбанка» И. А. Егоровой, региональный банк, в отличии от федерального, не завязан в на рыночные риски, это локальный банк со своей региональной клиентской базой, а также со своей, более быстрой системой принятия решений. В целом по России в период Валютного кризиса 2014—2015 годов повсеместно наблюдалась проблема с ликвидностью, по словам И. А. Егоровой, «Ставропольпромстройбанк» эта проблема не коснулась, и даже были ресурсы «чтобы наращивать кредитный портфель клиентов нефинансового сектора». Также и. о. председателя правления сообщала, что по итогам первого полугодия 2014 года «Ставропольпромстройбанк» вместо оттока получил приток вкладов, и этого удалось добиться без увеличения ставок по депозитам, в отличии от федеральных банков.
Вероятно, в 2015 году кризис всё же коснулся «Ставропольпромстройбанка» — он оказался в числе кредиторов разорившейся банковской группы предпринимателя, к.э.н. А. Л. Мотылёва. Наряду с другими региональными банками («Чувашкредитпромбанком» и уфимским «Социнвестбанком») «Ставропольпромстройбанк» выделил средства для «Российского кредита», входившего в группу А. Л. Мотылёва. Группа активно занимала деньги на межбанковском рынке, на 1 июля 2015 года портфель привлеченных ими кредитов составил 31 млрд руб. (объемы именно у «Российского кредита» — 11,7 млрд руб.). Им даже удалось привлечь средства банка из первой пятерки — «ФК Открытие». Данные о потерях, которые понёс «Ставропольпромстройбанк», и были ли они вообще, после того как у группы А. Л. Мотылёва начались проблемы, неизвестны. 27 июля того же года ЦБ РФ отозвал лицензию у последнего банка А. Л. Мотылева — «Тульского промышленника», до этого лицензии были отозваны у других его банков — «Российского кредита», АМБ Банка и М Банка. В декабре 2015 года в отношении А. Л. Мотылева СКР возбудил 2-а уголовных дела по факту особо крупного мошенничества (ч. 4 ст. 159 УК РФ), основанием стали хищения средств, выявленные в «Российском кредите» и М-банке.

### Экономическая ситуация с 2022 г.
В декабре 2022 года корреспонденту РБК дала интервью региональный директор Управления развития клиентских отношений «Ставропольпромстройбанка» И. Хомякова, которая сообщила, что в первом полугодии 2022 года в в розничном кредитовании наблюдалось снижение спроса, тенденция была обусловлена ухудшением геополитической обстановки. При этом, «сложившаяся в начале текущего года ситуация повлияла на объем розничного кредитного портфеля, который по итогам 9 месяцев 2022 года снизился на 2 %. В аналогичном периоде прошлого года динамика розничного портфеля была положительной и составляла 1,5 %». При этом региональный директор высказала мнение, что в Ставропольском крае для юридических лиц будут востребованы среднесрочные кредиты.

## Основные показатели
Деятельность «Ставропольпромстройбанка» стандартна для подобной кредитной организации — кредитование (в том числе программы поддерживающиеся государством), рассчетно-кассовое обслуживание юридических и физических лиц, операции с ценными бумагами, открытие вкладов и инкассация. На 1 октября 2002 года размер активов банка составлял 935 млн руб. (330-е место в РФ), по капиталу — 100 млн руб. (555-е место), по частным депозитам — 146 млн руб. (254-е место), по прибыли до налогов — 12 млн руб. (325-е место). Через одиннадцать лет, в 2013 году, активы банка значительно увеличились — до 5,8 млрд руб., а капитал составил почти 1 млрд. В 2019 году, по версии «РИА Рейтинг» (агентство «РИА Новости»), среди топ-500 российских финансовых организаций, «Ставропольпромстройбанк» за апрель—июнь поднялся с 217 на 215 место, увеличив активы на 13,1 % — до 7,6 млрд руб., а согласно рэнкингу по объему вкладов занял 185 строчку (в первом квартале занимал 190), вклады выросли на 1,7 % — до 2,3 млрд руб..
В 2004 году Комитетом банковского надзора ЦБ РФ «Ставропольпромстройбанк» был допущен в систему страхования вкладов (наряду ещё с 31-й кредитной организацией), включение показало, что банк соответствует критериям установленным правовыми документами ФЗ-177 и 1379-У. В 2020 году клиентами «Ставропольпромстройбанка» было 88 000 человек, владельцами пластиковых карт — более 18 000 человек, по количеству банкоматов банк был вторым среди всех банковских учреждений Ставропольского края. В 2021 году, согласно агентству «Эксперт РА», банк стабильно показывал рейтинг на уровне ruB.

### Некоторые продуктовые линейки банка
- 2019 год
  - «Ставропольпромстройбанк» вошел в число банков, утвержденных Минэкономразвития РФ, принимающих участие в программе льготного кредитования субъектов МСП в 2019—2024 годах. В рамках программы банк разработал 2-а кредитных продукта, удовлетворяющие потребности клиентов в заемных средствах (кредиты на инвестиционные и на оборотные цели предоставлялись по ставке 8,5 % годовых), позже была разработана ещё одна программа (за 2019 год выдано кредитов на 282 млн руб.)[14];
- 2020 год
  - Одним из первых банков юга РФ внедрил систему мобильных платежей для Mastercard и Visa (технологии бесконтактного проведения платежа PayPass и PayWave) — Apple Pay, Garmin Pay, Google Pay, Samsung Pay[15][1];
  - Стал участником национальной платежной системы «Мир», внедрил систему мобильных платежей Mir Pay[16][1];
  - Запущен сервис Lounge Key — доступ в бизнес-залы около 1 100 аэропортов по всему миру (программа для держателей премиальных карт Mastercard Platinum)[17];
  - Подписан агентский договор с АО «Надёжный дом», в рамках которого реализовывались более 10 ипотечных программ «Банка ДОМ.РФ». Основной являлась программа ипотеки по льготной ставке 6,5 % (был вариант снизить ставку до 6,1 %) на весь срок кредита на приобретение квартиры в новостройке при комплексном страховании (срок ипотечного кредита до 30 лет, первоначальный взнос не менее 20 %). Максимальная сумма кредита для приобретения жилья, расположенного на территории Москвы, Московской области, Санкт-Петербурга, Ленинградской области составляла 8 млн руб., для остальных субъектов РФ — 3 млн руб.[18].

### Филиалы
Основные филиалы «Ставропольпромстройбанка» были открыты с апреля по июнь 1991 года в таких городах Ставропольского края как Пятигорск, Минеральные Воды, Кисловодск, Ессентуки, а чуть позже в Светлограде и Нефтекумске. На начало 2000-х количество филиалов банка составляло 11 отделений, в 2020 году их было уже 22, в том числе в Москве и Карачаево-Черкесии.

## Прочая активность
Банк активно принимал и принимает участие в различных общественно-социальных мероприятиях, например, в октябре 2015 года «Ставропольпромстройбанк» выступил партнёром Первого финансово-инвестиционного форума в Кисловодске.

### Пандемия COVID-19
В период Пандемии COVID-19 банк работал в штатном режиме, а для вкладчиков была предусмотрена реструктуризация задолженностей по кредитам для физических лиц, малого и среднего бизнеса. Льготы предоставлялись если происходило снижение среднемесячного дохода, а также в случае заболевания клиентов коронавирусной инфекцией. Среди таких мер, например, были кредитные каникулы на срок до 6 месяцев, осуществлялась возможность предоставления беспроцентных кредитов на выплату заработной платы сроком на 6 месяцев путем сотрудничества с «МСП Банк» в рамках агентского договора. В апреле 2020 года «Ставропольпромстройбанк» оказал помощь по оснащению мест для размещения медицинского персонала в ГБУЗ СК «Минераловодская районная больница» в селе Побегайловка, врачи которой организовывали развертывание инфекционного госпиталя, в ноябре банк передал больнице передвижные рециркуляторы (устройства для обеззараживания ультрафиолетовыми лампами).

## Награды
В 2017 году «Ставропольпромстройбанк» занял второе место в общероссийском конкурсе «Лучшая банковская программа для малого и среднего бизнеса». В 2020 году банк являлся лауреатом XVI Международной премии в области финансов и экономики им П. А. Столыпина, награждён медалью «Банковские услуги. 30 лет успешной работы». Председатель правления «Ставропольпромстройбанка» И. А. Егорова отмечена губернатором Ставропольского края В. В. Владимировым медалью «За доблестный труд» III степени.

## Собственники
В начале 2000-х правительство Ставропольского края (в лице Минимущества) владело долей акций в «Ставропольпромстройбанке» в размере 14,23 %. По мнению аналитика агентства «Рус-Рейтинг» С. Телегина, присутствие в акционерах банка областных властей означало, что банк обслуживал часть бюджетных потоков. 29 января 2003 года «Ставропольпромстройбанк» стал дочерним — 51 % его акций приобрёл московский банк «Петрокоммерц», в рамках расширения в регионы.  В 2013 году долю банка в размере 18,5 % приобрёл бывший совладелец «Вимм-Билль-Данн», миллиардер Д. М. Якобашвили. По данным за 3 квартал 2020 года 9 % в уставном капитале банка владела Т. Папукашвили, индивидуальный предприниматель из Пятигорска.

## Пресса
- Анонс: В Кисловодске пройдет Первый финансово-инвестиционный форум : ст. // РБК : сетевое издание. — М., 09.10.2015. — (осн. 1993 г.).
- Банки СКФО улучшили показатели по объему вкладов на 1 июля 2019 года : ст. // РБК : сетевое издание. — М., 14.08.2019. — (осн. 1993 г.).
- Березанская Е. Вслед за «ЛУКОЙЛом» : ст. // «Ведомости» : сетевое издание / гл. ред. Т. Г. Лысова. — совр. свид. ЭЛ № ФС 77-79546 от 27.11.2020, выдано Роскомнадзором. — М., 12.02.2003. — (сайт издания запущен в 1999 г. вместе с печатной версией).
- Березанская Е. Интервью: Владимир Никитенко, президент — председатель правления банка «Петрокоммерц» : ст. // «Ведомости» : сетевое издание / гл. ред. Т. Г. Лысова. — совр. свид. ЭЛ № ФС 77-79546 от 27.11.2020, выдано Роскомнадзором. — М., 19.05.2003. — (сайт издания запущен в 1999 г. вместе с печатной версией).
- В систему страхования вкладов допущен еще 31 банк : ст. // РБК : сетевое издание. — М., 16.11.2004. — (осн. 1993 г.).
- Виноградова Е., Воробьёв А., Воронова Т. Банкир Якобашвили : ст. // «Ведомости» : сетевое издание / гл. ред. Т. Г. Лысова. — совр. свид. ЭЛ № ФС 77-79546 от 27.11.2020, выдано Роскомнадзором. — М., 04.09.2013. — (сайт издания запущен в 1999 г. вместе с печатной версией).
- Вкратце : ст. // «Ведомости» : сетевое издание / гл. ред. Т. Г. Лысова. — совр. свид. ЭЛ № ФС 77-79546 от 27.11.2020, выдано Роскомнадзором. — М., 17.03.2003. — (сайт издания запущен в 1999 г. вместе с печатной версией).
- Вкратце : ст. // «Ведомости» : сетевое издание / гл. ред. Т. Г. Лысова. — совр. свид. ЭЛ № ФС 77-79546 от 27.11.2020, выдано Роскомнадзором. — М., 24.08.2009. — (сайт издания запущен в 1999 г. вместе с печатной версией).
- Доступная ипотека с ПАО Ставропольпромстройбанк и АО «Надёжный дом» : ст. // РБК : сетевое издание. — М., 29.05.2020. — (осн. 1993 г.).
- Где деньги лежат: топ банков СКФО по объемам активов : ст. // РБК : сетевое издание. — М., 06.08.2019. — (осн. 1993 г.).
- Меры поддержки физических лиц в условиях пандемии : ст. // РБК : сетевое издание. — М., 23.04.2020. — (осн. 1993 г.).
- Мнение: на Ставрополье для юрлиц будут востребованы среднесрочные кредиты : ст. // РБК : сетевое издание. — М., 09.12.2022. — (осн. 1993 г.).
- Оплата картой ПАО Ставропольпромстройбанк с Apple Pay – просто и удобно : ст. // РБК : сетевое издание. — М., 19.03.2020. — (осн. 1993 г.).
- ПАО Ставропольпромстройбанк — 30 лет вместе с вами : ст. // РБК : сетевое издание. — М., 28.12.2020. — (осн. 1993 г.).
- ПАО Ставропольпромстройбанк запускает премиальный сервис Lounge Key : ст. // РБК : сетевое издание. — М., 14.02.2020. — (осн. 1993 г.).
- ПАО Ставропольпромстройбанк оказал поддержку ГБУЗ СК «Минераловодская РБ» : ст. // РБК : сетевое издание. — М., 30.04.2020. — (осн. 1993 г.).
- Поддержка Клиентов ПАО Ставропольпромстройбанк в условиях пандемии : ст. // РБК : сетевое издание. — М., 27.04.2020. — (осн. 1993 г.).
- Среди кредиторов Мотылева оказался банк из первой пятерки : ст. // РБК : сетевое издание. — М., 28.07.2015. — (осн. 1993 г.).
- Ставропольпромстройбанк передал больнице рециркуляторы : ст. // РБК : сетевое издание. — М., 27.11.2020. — (осн. 1993 г.).
- Ставропольпромстройбанк участвует в программе льготного кредитования МСП : ст. // РБК : сетевое издание. — М., 26.02.2020. — (осн. 1993 г.).
- Стало известно, кто организует банкеты для властей Ставрополья : ст. // РБК : сетевое издание. — М., 15.02.2021. — (осн. 1993 г.).
- «Эксперт РА» подтвердил рейтинг ПАО Ставропольпромстройбанк на уровне ruB : ст. // РБК : сетевое издание. — М., 22.01.2021. — (осн. 1993 г.).
- Эксперты: Банки Юга России меньше подвержены рискам : ст. // РБК : сетевое издание. — М., 15.09.2014. — (осн. 1993 г.).
- Mir Pay стал доступен клиентам ПАО Ставропольпромстройбанк : ст. // РБК : сетевое издание. — М., 30.09.2020. — (осн. 1993 г.).